# Pockenepidemie in Boston 1721

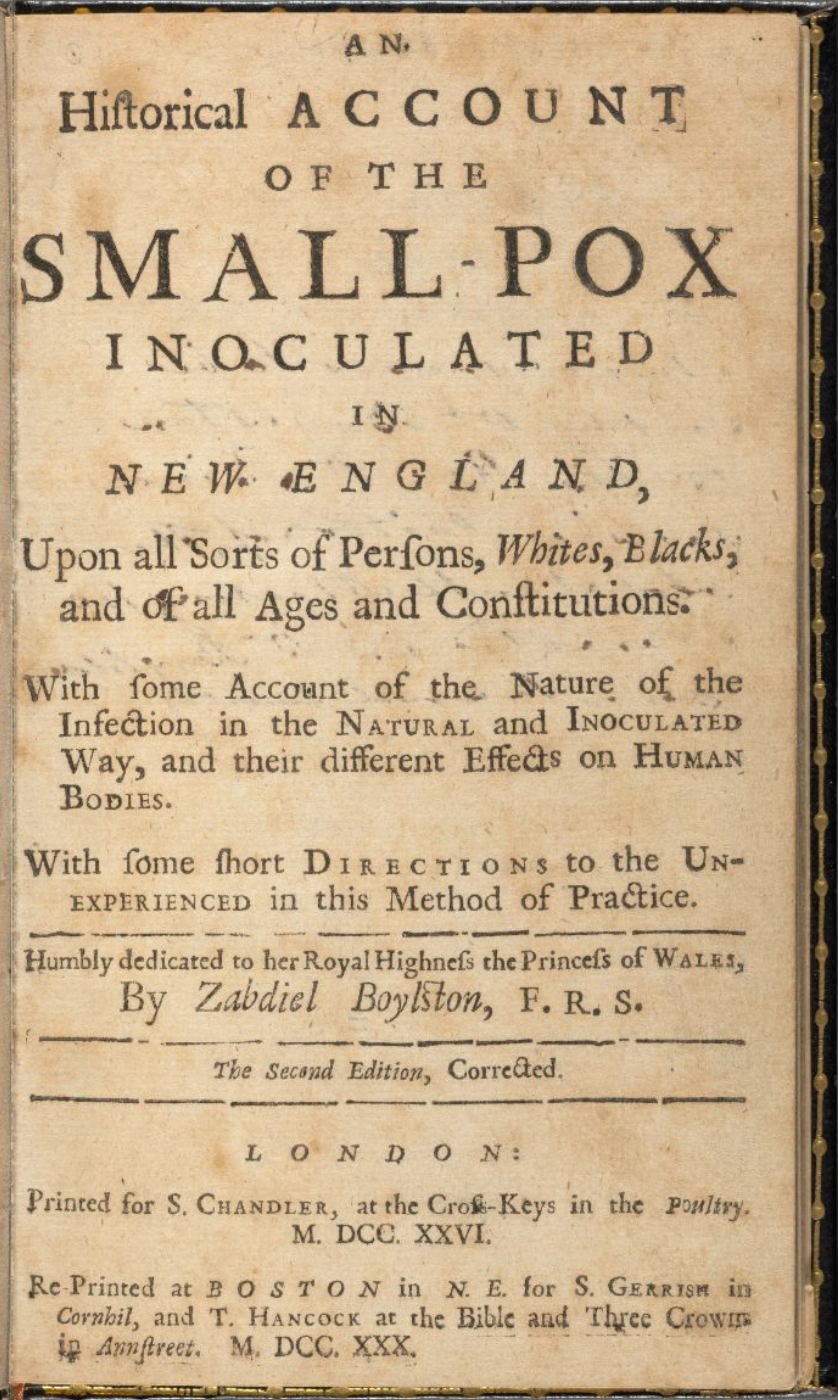
In seinem Werk An Historical Account of the Small-pox Inoculated in New England schildert der Arzt Zabdiel Boylston seine Sicht der Ereignisse

Die Pockenepidemie in Boston 1721 war das erste Auftreten einer Virusepidemie in Nordamerika, bei der die Variolation zur Eindämmung der Krankheit eingesetzt wurde. Zwischen April und Dezember 1721 erkrankten von den rund 11.000 Einwohnern von Boston 5.889 an Pocken und 844 Menschen starben. 
So kam es im Zuge der Epidemie zu einer heftig geführten Kontroverse um die Variolation, einer Impfung mit abgeschwächten Lebendviren, in deren Mittelpunkt der puritanische Prediger Cotton Mather als Befürworter und der Arzt William Douglass als Gegner standen. Ausgetragen wurde der Streit vor allem in der Presse, wobei der New-England Courant von James Franklin, dem Bruder von Benjamin Franklin, die Gruppe der Impfgegner mobilisierte. Dies führte zu starkem Widerstand gegen Mather und gipfelte in einem versuchten Mordanschlag.
Unterstützt wurde Mather durch den Arzt Zabdiel Boylston. Er führte die Variolationen an insgesamt 287 Patienten durch, darunter viele prominente Bostoner Bürger. Vermutlich haben auch andere Ärzte diese Methode angewandt, wodurch wahrscheinlich noch mehr Bostoner inoculiert wurden.
In verschiedenen Schriften wurde die Nachricht von den Ereignissen in Boston und dem sich daran entzündenden Impfstreit auch in England und anderen Teilen Europas verbreitet. Dies führte zu einer zunehmenden Zahl von Impfgegnern und einem vorübergehenden Rückgang der Impfpraxis in London gegen Ende der 1720er Jahre.